# Municipio Córdoba
El Municipio Córdoba es uno de los 29 municipios del Estado Táchira de Venezuela. Tiene una superficie de 619 km² y según estimaciones del INE su población para 2018 es de 39 438 habitantes. Su capital es la población de Santa Ana del Táchira. El municipio está conformado por una parroquia.

## Etimología
El Municipio Córdoba recibe su nombre por la localidad española de Córdoba al sur de la península ibérica. 

## Historia
Durante el año 2014 se vivió un panorama tenso en el seno del Concejo Municipal, a raíz de una aclaratoria emitida por un Tribunal de Ejecución del Estado Táchira, en la que se dictaminaba la situación de la ciudadana ingeniero Virginia Vivas respecto a sus derechos políticos. Esto generó un quiebre institucional tras la solicitud de la concejala Nelly Silva, quien propuso la aplicación del artículo 87 de la Ley Orgánica del Poder Público Municipal (LOPPM), que establece la figura de falta absoluta.
Posteriormente, a través de un dictamen jurídico solicitado por el cuerpo edilicio a la síndico municipal Dubraska Bermúdez, se consultó el estatus legal de la ciudadana alcaldesa, con el fin de determinar si se encontraba o no inhabilitada, y así decidir la aplicación del mencionado artículo. Durante la sesión del 7 de octubre de 2014, los concejales debatieron el informe presentado por la síndico municipal. La votación resultó dividida: tres votos a favor de aplicar el artículo 87 (concejales Yohams Pérez, Jennifer Moreno y Nelly Silva) y tres votos en contra (Carlos Prada, Soledad Prato y José Lizcano). El concejal Luis Herrera solicitó posponer la decisión para una próxima sesión. La sesión contó con la presencia de la alcaldesa Virginia Vivas y aproximadamente 500 simpatizantes.
El tema de la posible inhabilitación de la ingeniero Virginia Vivas continuó siendo objeto de discusión en el Concejo Municipal. En la sesión del 14 de octubre de 2014, la concejala Jennifer Moreno reiteró la solicitud de aplicar el artículo 87 de la LOPPM, exhortando al presidente del Concejo, Yohams Pérez, a hacer cumplir la sentencia emitida por los tribunales.
Durante dos meses se desarrollaron debates en torno al tema. Finalmente, en la sesión extraordinaria del 30 de octubre de 2014, celebrada a las 9:00 p. m., el concejal Carlos Prada presentó una moción de cierre del caso, buscando dar por concluida la discusión en el ámbito legislativo municipal.

## Geografía
Se encuentra localizado al suroeste del Estado Táchira, en los valles y montañas de la Sierra el Tamá, la altura varía entre los 800 y los 2000 m s. n. m. presentando una vegetación de bosque muy húmedo premontano. Se presenta un clima tropical lluvioso de bosque y bosque pluvial montano, con temperaturas promedio anuales entre los 12 y 26 °C con precipitaciones anuales que rondan entre 1100 y 3630 mm. Los principales cursos de agua son los ríos Qunimarí, Frío y Negro. La mayor parte del municipio se encuentra protegido por el Parque nacional El Tamá. En él también se encuentra una famosa y muy reconocida comunidad que tiene por nombre Veracruz, es realmente muy colorida tranquila y amena ya que sus habitantes son personas con cultura y valores de igual forma es un lugar muy seguro en donde siempre reina la paz para sus habitantes. se transforma en un lugar placentero para las personas que la visitan. esta queda en la ruta hacia santa ana.
Localizado al suroeste del estado Táchira, posee una extensión de 619 km², equivalente a 5,58 % de la superficie total de esta entidad federal y se encuentra a una altitud comprendida entre 800 y 2000 m s. n. m. Limita al norte con los municipios Libertad, San Cristóbal, Torbes y Fernández Feo; al este, con el municipio Fernández Feo; al sur con el estado Apure y al oeste con el municipio Junín. La población proyectada para el año 2012 con base en el Censo de 2001 es de 36.118 habitantes. Su capital Santa Ana del Táchira se encuentra a una altitud de 810 m s. n. m. y a una distancia de 15 km de San Cristóbal, capital tachirense.

### Organización Parroquial
| Parroquia                 | Superficie | Población   | Densidad      | Capital               |
| ------------------------- | ---------- | ----------- | ------------- | --------------------- |
| 1.) Santa Ana del Táchira | km²        | hab.        | hab./km²      | Santa Ana del Táchira |
| Municipio Córdoba         | 619 km²    | 35.374 hab. | 42,7 hab./km² | Santa Ana del Táchira |

## Política y gobierno

### Alcaldes
| Período     | Alcalde                    | Partido político / Alianza | % de votos | Notas |
| ----------- | -------------------------- | -------------------------- | ---------- | --- |
| 1989 - 1992 | Gil Alberto Vega Caballero |                            | 52,59      | Primer alcalde bajo elecciones directas |
| 1992 - 1995 | Freddy Alfonso Adarmes     |                            | 43,18      | Segundo Alcalde Bajo Elecciones directas |
| 1995 - 2000 | Gil Alberto Vega Caballero |                            | -          | Tercer alcalde Bajo elecciones directas (se realizaron elecciones generales adelantadas en el 2000 debido a la aprobación de la Constitución de 1999) |
| 2000 - 2004 | Richard Barrera            |                            | 37,49      | Cuarto alcalde bajo elecciones directas |
| 2004 - 2008 | Virginia Vivas             |                            | 39,04      | Quinta alcalde bajo elecciones directas |
| 2008 - 2013 | Virginia Vivas             |                            | 58,15      | Reelecta (se postergan 1 año las elecciones municipales pautadas para finales del 2012)                                                               |
| 2013 - 2017 | Virginia Vivas             |                            | 49,39      | Reelecta |
| 2017 - 2021 | Yoira Vargas               |                            | 51,83      | Sexto alcalde bajo Elecciones directas |
| 2021 - 2025 | Flor Martinez              |                            | 49,70      | Séptimo alcalde bajo Elecciones directas |

### Concejo municipal
Período 1989 - 1992
| Concejales:                | Partido político / Alianza |
| -------------------------- | -------------------------- |
| Freddy Alfonso Adames      | AD                         |
| Pedro Rodríguez            | 'AD                        |
| Manuel Canchica            | AD                         |
| José Omar Ardila           | AD                         |
| Nancy Márquez de Sperandio | COPEI                      |
| Virginia Vivas             | COPEI                      |
| César Omero Sierra         | MAS                        |

Período 1992 - 1995
| Concejales:         | Partido político / Alianza |
| ------------------- | -------------------------- |
| Daniel Pérez        | AD                         |
| Gregorio Medina     | AD                         |
| Ninfa Lozano        | AD                         |
| Adela Chacón        | COPEI                      |
| Eusebia Parra       | COPEI                      |
| Valentin León       | COPEI                      |
| Auspicio Villamizar | MAS                        |

Período 1995 - 2000
| Concejales:       | Partido político / Alianza |
| ----------------- | -------------------------- |
| Luis Valera       | COPEI                      |
| Quiritin Monsalve | COPEI                      |
| Valentin León     | COPEI                      |
| Juan Labrador     | COPEI                      |
| Freddy Salcedo    | COPEI                      |
| Gustavo Fernández | AD                         |
| Jhonny Cazar      | AD                         |

Período 2000 - 2005
| Concejales:       | Partido político / Alianza |
| ----------------- | -------------------------- |
| Guillermo Medina  | MVR                        |
| Ivan Suárez       | MVR                        |
| Carlos Barreras   | MVR                        |
| Orlanda Hernández | MVR                        |
| Rigoberto García  | AD                         |
| Gustavo Fernández | AD                         |
| blanca Sánchez    | COPEI                      |

Periodo 2005 - 2013
| Concejales:         | Partido político / Alianza |
| ------------------- | -------------------------- |
| Hilda Soledad Prato | COPEI                      |
| Blanca Sánchez      | COPEI                      |
| Arcenio Chacon      | COPEI                      |
| Enedina de Marquez  | COPEI                      |
| Iraima Nucete       | COPEI                      |
| Rafael García       | PJ                         |
| Venancio Maldonado  | MVR                        |

Período 2013 - 2018
| Concejales          | Partido político / Alianza |
| ------------------- | -------------------------- |
| José Lizcano        | MUD                        |
| Luis Herrera        | MUD                        |
| Jennifer Moreno     | MUD                        |
| Hilda Soledad Prato | MUD                        |
| Carlos Prada        | MUD                        |
| Johams Pérez        | MUD                        |
| Nelly Silva         | PSUV                       |

Período 2018 - 2021
| Concejales         | Partido político / Alianza |
| ------------------ | -------------------------- |
| Angela Pedreira    | PSUV                       |
| Alix Marina Tibana | PSUV                       |
| Pastora Santos     | PSUV                       |
| José Mendosa       | PSUV                       |
| Kieds Martinez     | PSUV                       |
| Francisco Vera     | PSUV                       |
| Joel Hernández     | COPEI                      |

Período 2021 - 2025
| Concejales        | Partido político / Alianza |
| ----------------- | -------------------------- |
| Ana Cuevas        | PSUV                       |
| Rocardo Maldonado | PSUV                       |
| Grecia Pernía     | PSUV                       |
| José Mendosa      | PSUV                       |
| Pastora Santos    | PSUV                       |
| Morelva Monsalve  | MUD                        |
| Sara García       | AD                         |